# Urbanización La Rotonda
La urbanización La Rotonda es un conjunto de cuatro edificios de la ciudad española de Alicante ubicado en el paseo marítimo de Playa de San Juan.

## Historia y características
Fue proyectada en 1965 por el arquitecto Juan Guardiola Gaya. Consta de cuatro edificios de diferente tipología entre los que destaca la torre, conocida como La Pagoda, de 18 alturas, que actúa como punto de referencia en el inicio de la playa de San Juan.
De planta cuadrada, la torre se estructura en cuatro viviendas servidas por una escalera que deja en su centro un patio interior. Representa imágenes de la arquitectura japonesa. Forma parte del catálogo de bienes protegidos del Ayuntamiento de Alicante.